# 대한민국의 관세청장
관세청장(關稅廳長)은 관세청을 대표하는 직위로, 차관급 정무직공무원으로 보한다.

## 임명
- 관세청장은 대통령이 임명한다.

## 역할
- 각 행정기관의 장은 소관사무를 통할하고 소속공무원을 지휘·감독한다.
- 관세청장은 관세의 부과·감면 및 징수와 수출입물품의 통관 및 밀수출입단속에 관한 사무를 관장한다.

## 역대 청장

### 재무부 세관국장
| 정부      | 대수           | 이름                             | 임기                            | 비고 |
| --------- | -------------- | -------------------------------- | ------------------------------- | ---- |
| 제1공화국 | 초대           | 강성태(姜聲邰)                   | 1948년 11월 4일~1953년 9월 14일 |      |
| 제1공화국 | 2대            | 안정근(安定根)                   | 1953년 10월 7일~1956년 6월 10일 |      |
| 제1공화국 | 3대            | 김신서(金信瑞)                   | 1956년 6월 10일~1959년 4월 1일  |      |
| 제1공화국 | 4대            | 이용철(李龍哲)                   | 1959년 4월 1일~1960년 9월 25일  |      |
| 제2공화국 | 5대            | 김영균(金永均)                   | 1960년 10월 8일~1961년 6월 13일 |      |
| 제2공화국 | 6대            | 임천순(任天淳)                   | 1961년 6월 13일~                |      |
| 제2공화국 | 7대            | 민영훈(閔泳薰)                   | ~1962년 7월 14일                |      |
| 제2공화국 | 8대            | 신관섭(申寬燮)                   | 1962년 7월 14일~1964년 5월 1일  |      |
| 제3공화국 | 8대            | 신관섭(申寬燮)                   | 1962년 7월 14일~1964년 5월 1일  |      |
| 9대       | 백경복(白慶福) | 1964년 5월 1일~1965년 12월 14일  |                                 |      |
| 10대      | 김재덕(金在德) | 1965년 12월 14일~1966년 2월 28일 |                                 |      |
| 11대      | 명동근(明東根) | 1966년 2월 28일~1966년 11월 15일 |                                 |      |
| 12대      | 최각규(崔珏圭) | 1966년 11월 15일~1968년 2월 10일 |                                 |      |
| 13대      | 조충훈(趙忠勳) | 1968년 2월 10일~1969년 4월 10일  |                                 |      |
| 14새      | 임영득(任煐得) | 1969년 4월 10일~1970년 3월 11일  |                                 |      |
| 15대      | 최운지(崔雲芝) | 1970년 3월 11일~1970년 8월 3일   |                                 |      |

### 관세청장
| 정부        | 대수           | 이름                           | 임기                              | 비고                     |
| ----------- | -------------- | ------------------------------ | --------------------------------- | ------------------------ |
| 제3공화국   | 초대           | 이택규(李宅珪)                 | 1970년 8월 4일~1974년 2월 4일     | 검사 출신                |
| 제4공화국   | 2대            | 최대현(崔大賢)                 | 1974년 2월 5일~1978년 12월 25일   |                          |
| 제4공화국   | 3대            | 김재현(金在鉉)                 | 1978년 12월 26일~1981년 4월 26일  |                          |
| 제5공화국   | 4대            | 김욱태(金煜泰)                 | 1981년 4월 27일~1986년 8월 28일   |                          |
| 제5공화국   | 5대            | 장영철(張永喆)                 | 1986년 8월 29일~1988년 3월 4일    |                          |
| 노태우 정부 | 6대            | 이동호(李同浩)                 | 1988년 3월 5일~1988년 12월 12일   |                          |
| 노태우 정부 | 7대            | 홍재형(洪在馨)                 | 1988년 12월 13일~1990년 3월 27일  |                          |
| 노태우 정부 | 8대            | 이수휴(李秀烋)                 | 1990년 3월 28일~1991년 2월 18일   |                          |
| 노태우 정부 | 9대            | 김기인(金基仁)                 | 1991년 2월 19일~1992년 1월 28일   |                          |
| 노태우 정부 | 10대           | 백원구(白源九)                 | 1992년 12월 29일~1993년 3월 3일   |                          |
| 노태우 정부 | 11대           | 김경태(金景泰)                 | 1993년 3월 4일~1993년 12월 27일   |                          |
| 김영삼 정부 | 12대           | 김용진(金容鎭)                 | 1993년 12월 28일~1994년 5월 22일  |                          |
| 김영삼 정부 | 13대           | 이환균(李桓均)                 | 1994년 5월 23일~1995년 12월 25일  |                          |
| 김영삼 정부 | 14대           | 강만수(姜萬洙)                 | 1995년 12월 26일~1996년 12월 23일 |                          |
| 김영삼 정부 | 15대           | 김영섭(金永燮)                 | 1996년 12월 24일~1997년 11월 19일 |                          |
| 김영삼 정부 | 16대           | 엄낙용(嚴洛鎔)                 | 1997년 11월 20일~1999년 5월 25일  |                          |
| 김대중 정부 | 16대           | 엄낙용(嚴洛鎔)                 | 1997년 11월 20일~1999년 5월 25일  |                          |
| 17대        | 김호식(金昊植) | 1999년 5월 26일~2001년 4월 2일 |                                   |                          |
| 18대        | 윤진식(尹鎭植) | 2001년 4월 6일~2002년 2월 4일  |                                   |                          |
| 19대        | 이용섭(李庸燮) | 2002년 2월 5일~2003년 3월 3일  |                                   |                          |
| 노무현 정부 | 20대           | 김용덕(金容德)                 | 2003년 3월 3일~2005년 5월 26일    |                          |
| 노무현 정부 | 21대           | 성윤갑(成允甲)                 | 2005년 5월 27일~2008년 3월 6일    |                          |
| 이명박 정부 | 22대           | 허용석(許龍錫)                 | 2008년 3월 7일~2010년 3월 22일    |                          |
| 이명박 정부 | 23대           | 윤영선(尹永善)                 | 2010년 3월 23일~2011년 7월 21일   |                          |
| 이명박 정부 | 24대           | 주영섭(周英燮)                 | 2011년 7월 22일~2013년 3월 18일   |                          |
| 박근혜 정부 | 25대           | 백운찬(白雲瓚)                 | 2013년 3월 18일~2014년 7월 25일   |                          |
| 박근혜 정부 | 26대           | 김낙회(金樂懷)                 | 2014년 7월 25일~2016년 5월 24일   |                          |
| 박근혜 정부 | 27대           | 천홍욱(千泓昱)                 | 2016년 5월 24일~2017년 7월 15일   | 최초의 내부 승진 청장    |
| 문재인 정부 | 직무 대행      | 김종열(金鍾烈)                 | 2017년 7월 15일~2017년 7월 31일   |                          |
| 문재인 정부 | 28대           | 김영문(金榮文)                 | 2017년 7월 31일~2019년 12월 12일  | 38년 만의 검사 출신 청장 |
| 문재인 정부 | 29대           | 노석환(盧奭桓)                 | 2019년 12월 13일~2021년 3월 26일  |                          |
| 문재인 정부 | 30대           | 임재현(林在賢)                 | 2021년 3월 27일~2022년 5월 13일   |                          |
| 윤석열 정부 | 31대           | 윤태식(尹泰植)                 | 2022년 5월 13일~2023년 7월 5일    |                          |
| 윤석열 정부 | 32대           | 고광효(高光孝)                 | 2023년 7월 6일~2025년 7월         |                          |
| 이재명 정부 | 33대           | 이명구(李明九)                 | 2025년 7월 14일~                  |                          |

## 사건·사고 및 논란

### 세제실장 승진 보직 논란
노무현 정부의 이용섭 전 청장, 이명박 정부의 허용석, 윤영석, 주명섭 전 청장, 박근혜 정부의 백운찬 전 청장 등의 사례처럼 재정경제부와 기획재정부에서 세제실장을 역임한 경우, 관세청장으로 영전하는 것이 사실상 관례가 되어 왔다. 이에 대해 정무직임에도 불구하고 정치적 안배를 떠난 인사가 가능하다는 긍정적인 반응이 있으며, 내부승진으로는 차장이 한계이기 때문에 직원들의 사기 저하를 부를 수도 있다는 부정적인 반응도 있다.

## 같이 보기
- 관세청
- 관세청 차장